# Уилям Кемпбъл
Уилям Сесил Кемпбъл (на английски: William Cecil Campbell) е ирландско-американски биолог.

## Биография
Роден е на 28 юни 1930 г. в Рамелтън, графство Донигал. През 1952 г. завършва зоология в Дъблинския университет, след което заминава за Съединените щати и защитава докторат в Уисконсинския университет, а през 1962 г. получава американско гражданство. От 1957 до 1990 г. работи в изследователски институт на фармацевтичната компания „Мерк & Ко.“, а след това преподава в Университета „Дрю“. Известен е с изследванията си на инфекции, причинявани от кръгли червеи.
През 2015 г. получава Нобелова награда за физиология или медицина, заедно с японеца Сатоши Омура и китайката Ту Йоуйоу.